# Данко Лазович
Данко Лазович (серб. Danko Lazović / Данко Лазовић, нар. 17 травня 1983, Крагуєваць) — сербський футболіст, нападник клубу «Партизан».
Виступав, зокрема, за «Партизан», з яким став дворазовим чемпіоном Югославії, ПСВ, у складі якого вигравав чемпіонат і суперкубок Нідерландів та «Зеніт», де також двічі вигравав чемпіонат Росії, а також по разу вигравав Кубок Росії та Суперкубок Росії. Крім того виступає за національну збірну Сербії, у складі якої був учасником чемпіонату світу 2010 року.

## Клубна кар'єра
Народився 17 травня 1983 року в місті Крагуєваць. Вихованець футбольної школи клубу «Раднички» з рідного міста, з якої у 13 років потрапив до академії белградського «Партизана».
У дорослому футболі дебютував 2000 року виступами за столичний «Партизан», проте закріпитись в команді не зумів, через що значну частину сезону 2000/01 провів в оренду у друголіговому «Телеоптику». Повернувшись 2001 року до «Партизана», Лазович став основним гравцем команди і допоміг їм два сезони поспіль виграти чемпіонат Югославії.

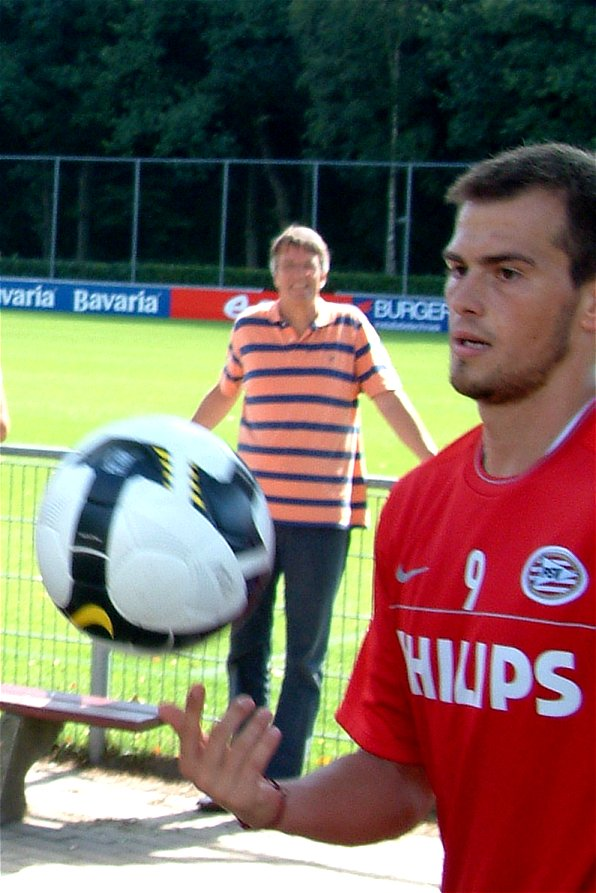
Данко Лазович під час виступів за ПСВ. Серпень 2008 року

Влітку 2003 року за 7 мільйонів євро перейшов в нідерландський «Феєнорд», Але в новій команді Данко так і не зумів пробитися до основного складу і був відданий в оренду в «Байєр». У Німеччині його справи також не склалися, і в січні 2006 року він був відданий в оренду назад до «Партизана» на 6 місяців. Лазович почав вдало, забивши 5 голів в 11 матчах за «Партизан». Але на початку травня 2006 року після закінчення сезону Лазович посварився з одноклубником Нишею Савельїчем. Надалі їхня сварка переросла в бійку в навчальному центрі команди.
Влітку 2006 року Данко Лазович повертається в Ередивізі. «Вітесс» купив нападника у «Феєнорда» за 1,5 мільйона євро, причому перший сезон виплачувати зарплату футболістові повинен був саме «Феєнорд». В новій команді Лазович провів прекрасний сезон, де був основним претендентом на отримання «Золотої бутси» Ередівізі, що вручається найкращому бомбардирові чемпіонату Нідерландів. Внаслідок вдалого сезону на Лазовича звернули увагу в ПСВ, і після закінчення сезону купили його у «Вітесса» за 6,6 млн євро. Контракт Лазовича з ПСВ був підписаний на 5 років. У листопаді 2008 Лазович почав конфліктувати з головним тренером команди, Губом Стивенсом, за що був відправлений у другий склад. Через деякий час Лазович вибачився, і конфлікт було вичерпано. Більшість часу, проведеного у складі ПСВ, Данко був основним гравцем атакувальної ланки команди і допоміг клубу виграти чемпіонат і суперкубок Нідерландів, причому в суперкубковому матчі саме він забив один з двох м'ячів у ворота колишнього клубу — «Феєнорда».
У березні 2010 року Лазович почав переговори з санкт-петербурзьким «Зенітом» на предмет переходу в команду. На трансфері серба наполягав особисто головний тренер команди, Лучано Спаллетті. 3 березня 2010 року Лазович став гравцем «Зеніта». Контракт був підписаний на 4 роки. 13 березня Лазович дебютував у складі «Зеніту» в грі з «Крилами Рад». 25 квітня Лазович отримав надрив двоголового м'яза задньої поверхні стегна, через що вибув з ладу на місяць. У першому для себе сезоні в Росії Лазович провів 30 матчів, забив 10 голів та зробив 10 гольових передач. Крім того, саме сербський форвард забив 700-й гол «Зеніту» в чемпіонатах Росії в ворота підмосковного «Сатурна» та золотий гол у ворота «Ростова» (з пенальті).

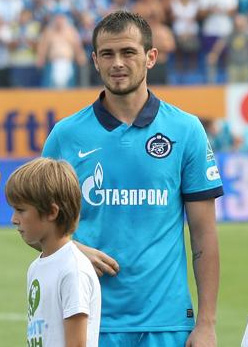
Данко Лазович під час виступів за «Зеніт». 14 серпня 2010 року

18 червня 2011 року Данко, який підійшов кинути свою футболку вболівальникам після матчу з «Волгою», був атакований співробітником ОМОНу, який вдарив його електрошокером. Сам Лазович встиг в останній момент відскочити від співробітника сил правопорядку. «Зеніт» підготував заяву в прокуратуру з приводу дій поліції в цій зустрічі. Однак Андрій Шмонін, заступник начальника міліції громадської безпеки ГУВС по Нижньогородській області, заявив, що «співробітник ОМОНу встав між футболістами та вболівальниками з витягнутими руками. У його руках був електрошокер, але він не застосовувався». Але медична комісія підтвердила, що електрошок по відношенню до футболіста був використаний.
Поступово Лазович втратив місце в основному складі, після чого сербський півзахисник вирішив перебратися в інший клуб. Так 27 лютого 2013 року футболіст перейшов на правах оренди в «Ростов». Угода між петербуржцями та ростовчанами була розрахована на термін до кінця сезону 2012/13. 6 квітня Данко забив перший гол за «Ростов», реалізувавши пенальті у ворота московського «Спартака». 30 липня 2013 року Данко Лазович повернувся в петербурзький «Зеніт».
20 січня 2014 року гравець на правах вільного агента повернувся в белградський «Партизан». Відтоді встиг відіграти за белградську команду 25 матчів в національному чемпіонаті, в яких забив 15 голів.

## Виступи за збірні
27 березня 2002 року дебютував в офіційних матчах у складі національної збірної Союзної Республіки Югославії в товариській грі проти збірної Бразилії, де вийшов на заміну на 82 хвилині замість Саво Милошевича.

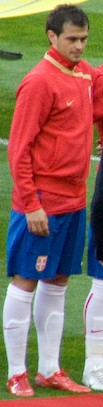
Данко Лазович у складі національної збірної Сербії. 24 травня 2008 року

Виступав за молодіжну збірну Сербії і Чорногорії на чемпіонаті Європи серед молодіжних збірних 2004 року, де забив два голи і дійшов з командою до фіналу. Того ж року зіграв і у трьох товариських матчах за національну збірну Сербії і Чорногорії.
16 серпня 2006 року в товариській грі проти збірної Чехії (3:1) дебютував у складі національної збірної Сербії в її першому в історії матчі. Саме Лазович в тій грі на 41 хвилині забив історичний перший гол збірної, зрівнявши рахунок. В подальшому був основним гравцем збірної і кваліфікувався з командою на чемпіонат світу 2010 року у ПАР, де зіграв в усіх трьох матчах сербів, які не подолали груповий етап.
18 березня 2011 року Лазович разом зі своїм співвітчизником і одноклубником по «Зеніту» Александаром Луковичем надіслав лист в Футбольну асоціацію Сербії, в якому оголосив про своє рішення припинити виступи за збірну. Гравець мотивував свої дії бажанням зосередитися на виступах за свій клуб.
2014 року, після відходу з «Зеніта», відновив свої виступи за збірну. Наразі провів у формі збірної Сербії 47 матчів, забивши 11 голів.

## Титули і досягнення
- Чемпіон Югославії (2):

«Партизан»: 2001-02, 2002-03
- Володар Кубка Югославії (1):

«Партизан»: 2000-01
- Чемпіон Нідерландів (1):

ПСВ: 2007-08

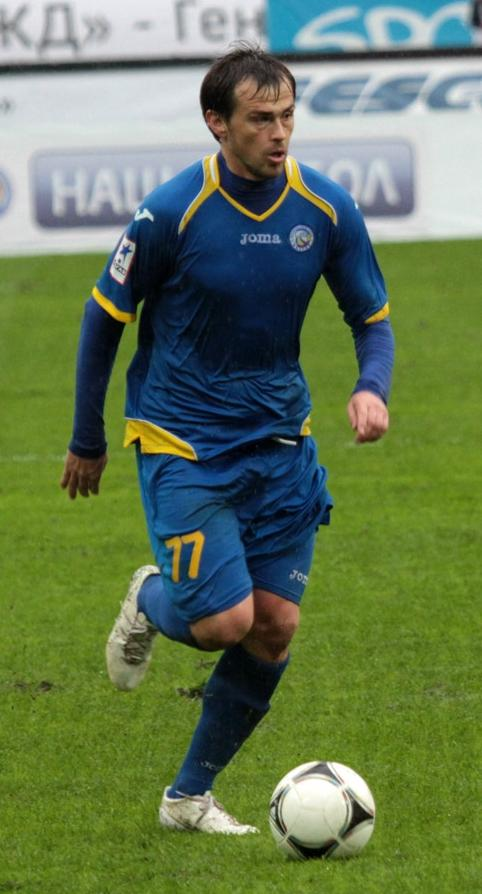
Данко Лазович під час виступів за «Ростов». 27 квітня 2013 року

- Володар Суперкубка Нідерландів (1):

ПСВ: 2008
- Чемпіон Росії (2):

«Зеніт»: 2010, 2011-12
- Володар Кубка Росії (1):

«Зеніт»: 2009-10
- Володар Суперкубка Росії (1):

«Зеніт»: 2011
- Чемпіон Угорщини (1):

«МОЛ Віді»: 2017-18